# I sette peccati capitali (serial cinematografico)
I sette peccati capitali è un serial cinematografico muto del 1918-1919 di registi vari composto da sette episodi, interpretato dall'attrice Francesca Bertini, ispirati al romanzo d'appendice I sette peccati capitali di Eugène Sue (1804-1857), ciascuno dedicato a un peccato capitale: la diva si sarebbe espressa in tutta la gamma delle passioni. Già dopo l'annuncio si ebbe un'altissima richiesta d'acquisto; la serie di film, usciti tra il 1918 e il 1919, non ebbe però il successo commerciale sperato.
Ognuno degli episodi è incentrato su uno dei vizi capitali:
- Gola, regia di Camillo De Riso (1918)
- Superbia, regia di Edoardo Bencivenga (1918)
- Ira, regia di Edoardo Bencivenga (1918)
- Avarizia, regia di Gustavo Serena (1918)
- Invidia, regia di Edoardo Bencivenga (1919)
- Accidia, regia di Alfredo De Antoni (1919)
- Lussuria, regia di Edoardo Bencivenga (1919)

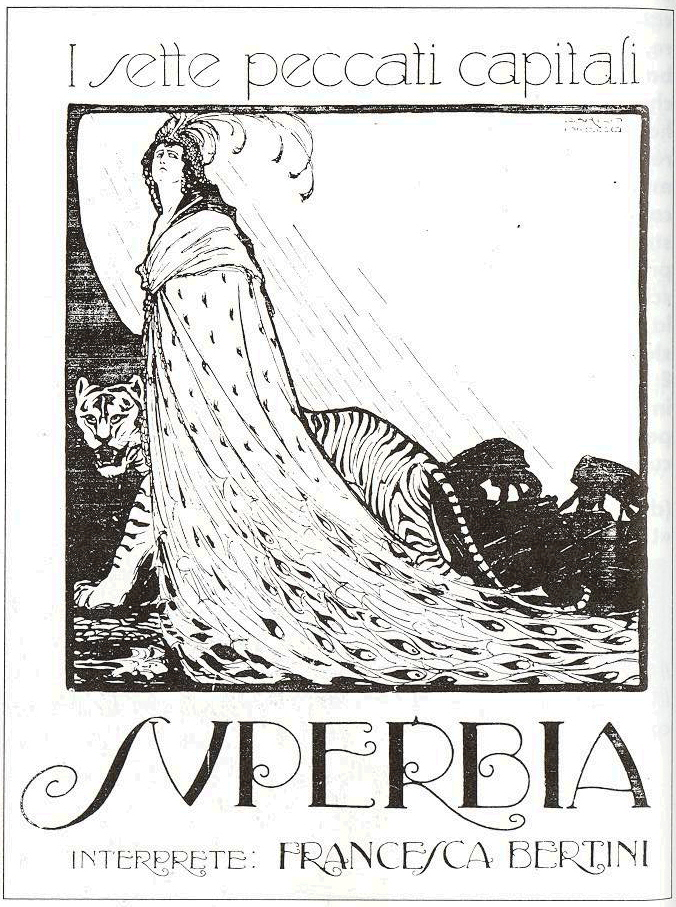
Superbia, 1919
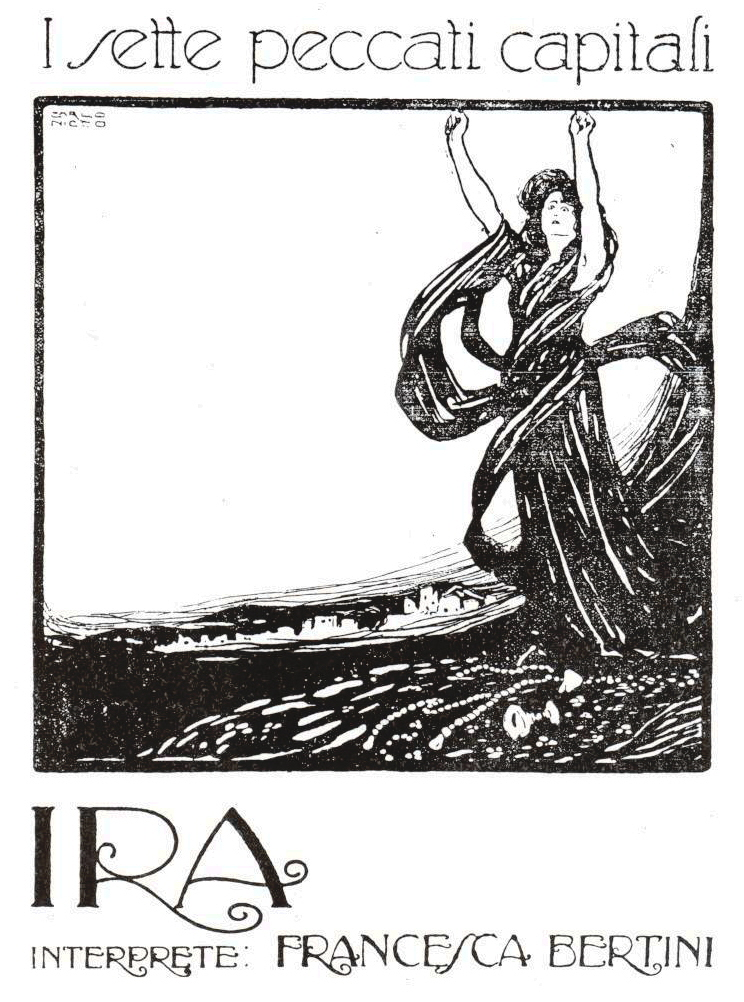
Ira, 1919
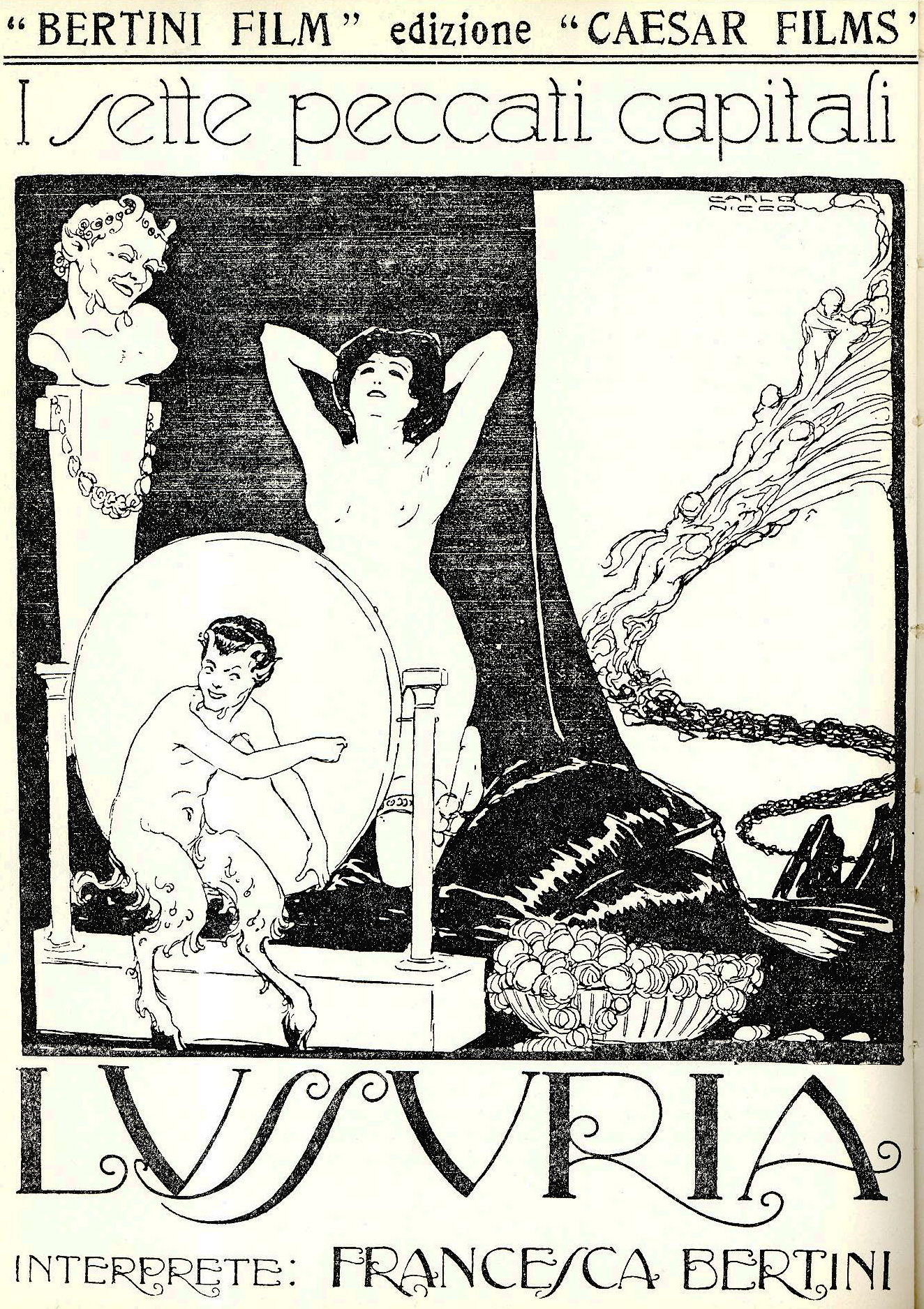
Lussuria, 1919
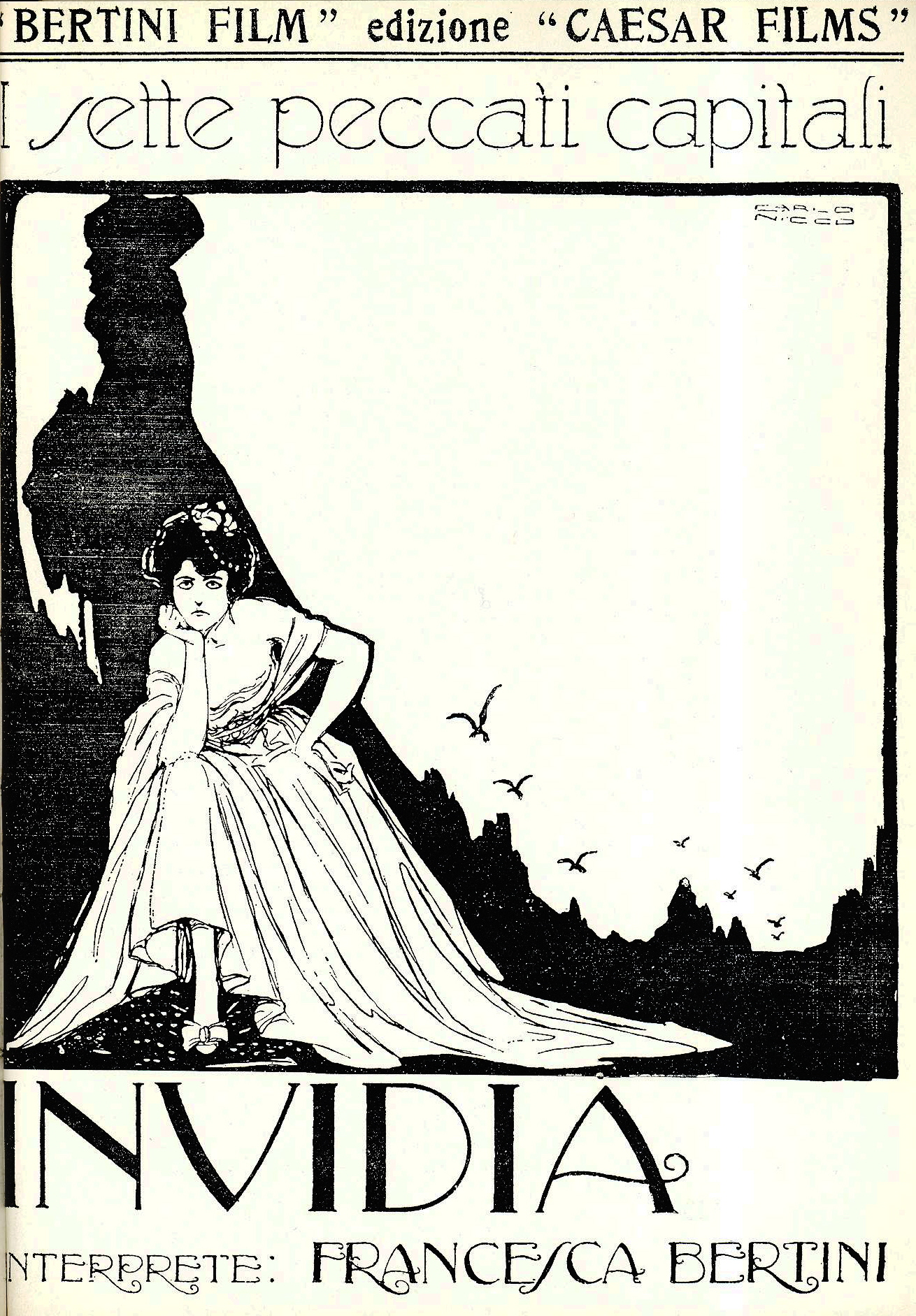
Invidia, 1919